# Trịnh Viên Nguyên
Trịnh Viên Nguyên (sinh ngày 31 tháng 10 năm 1988) là nữ diễn viên truyền hình của Trung Quốc đại lục. Năm 2001, Trịnh Viên Nguyên bắt đầu đóng phim. Cô được biết đến nhiều thông qua vai diễn Trần A Kiều trong phim "Đại Hán hiền hậu Vệ Tử Phu" có sự góp mặt của Lâm Phong.

## Tiểu sử
Trịnh Viên Nguyên sinh ra và lớn lên tại tỉnh Triết Giang. Năm 2006, cô theo học tại Học viện Hý kịch Thượng Hải.

## Sự nghiệp
Năm 1996 cô học khiêu vũ, là cơ sở tốt để học nghệ thuật ở Ôn Châu. Năm 2001, cô tham gia bộ phim "奔腾向海洋". Để rồi năm 2006 theo học tại Học viện Hý kịch Thượng Hải.
Năm 2011, cô tham gia bộ phim "借枪", dựa trên cuốn tiểu thuyết có nội dung gián điệp, bắt đầu sự nghiệp diễn xuất chuyên nghiệp. Ngày 13 tháng 7, cô xuất hiện trong bộ phim tình cảm chiến tranh "香草美人", ra mặt tại kênh tin tức Tế Nam.
Năm 2012, cô nhận vai Chính Mộc Phù Dung trong bộ phim "Phù Dung Quyết", tiếng Trung "芙蓉诀".
Năm 2013, cô tham gia phim đầy cảm hứng lãng mạn "亿万继承人" - một dự án hợp tác của Trung Quốc và Hàn Quốc. Sau đó cô cũng đóng vai trong tác phẩm cổ trang "白玉堂之局外局".
Tháng 6 năm 2014, cùng diễn viên Lưu Hiêu Khánh tham gia phim tình cảm "共和国工人之我有一个梦". Ngày 20 tháng 8, xuất hiện trong bộ phim "卫子夫", được chiếu trên các đài Triết Giang TV, An Huy TV, Dragon TV với sự cống hiến chân thành qua vai diễn hoàng hậu Trần A Kiều. Ngày 18 tháng 9, xuất hiện trong vai bà chủ cửa hàng tốt bụng trong phim "地雷英雄传".
Năm 2015, tham gia diễn xuất phim "真命天子". Ngày 8 tháng 5, xuất hiện trong phim "火红青春" được công chiếu tại Hoàng Sơn, với hình ảnh nhân vật những người lính cứu hỏa Hoàng Sơn. Ngày 29 tháng 5, đóng phim "不能错过" vai diễn cô gái giàu có, độc đoán. Tháng 7, cô xuất hiện trong phim "美人香", vai con gái bộ trưởng ngang bướng.

## Các bộ phim truyền hình đã đóng
| Năm  | Tựa đề tiếng Việt          | Tựa đề tiếng Anh          | Tựa đề tiếng Trung | Vai diễn                       | Chú thích          |
| ---- | -------------------------- | ------------------------- | ------------------ | ------------------------------ | ------------------ |
| 2001 |                            |                           | 奔流向海洋         | 玉兰                           |                    |
| 2010 |                            |                           | 香草美人           | 小梅                           |                    |
| 2011 |                            |                           | 借枪               | 茉莉                           |                    |
| 2012 | Phù Dung Quyết             | The Story Of Furong       | 芙蓉诀             | 木芙蓉 - Mộc Phù Dung          |                    |
| 2014 | Những người thừa kế tỷ phú | Billions Dollar Heirs     | 亿万继承人         | 小小                           |                    |
| 2014 |                            |                           | 我有一个梦         | 王彩霞                         |                    |
| 2014 | Đại Hán hiền hậu Vệ Tử Phu | The Virtuous Queen Of Han | 大汉贤后卫子夫     | 陈阿娇 - Hoàng hậu Trần A Kiều | Tên khác Vệ Tử Phu |
| 2014 |                            |                           | 地雷英雄传         | 孙淑珍                         |                    |
| 2014 |                            |                           | 真命天子           | 燕娘                           |                    |
| 2015 |                            | The Beauty                | 美人香             | 马佳若雪                       |                    |

## Các bộ phim điện ảnh đã đóng
| Năm  | Tựa đề tiếng Việt | Tựa đề tiếng Anh | Tựa đề tiếng Trung | Vai diễn | Chú thích |
| ---- | ----------------- | ---------------- | ------------------ | -------- | --------- |
| 2014 |                   |                  | 火红青春           | 何莉     |           |
| 2015 |                   |                  | 男神时代           | Kelly    |           |
| 2015 |                   |                  | 麻辣白玉堂         | 曹萧女   |           |
| 2015 |                   |                  | 不能错过           | 豆斯琦   |           |

## Đánh giá, nhận xét
Phoenix Entertainment:"Trịnh Viên Nguyên có một vẻ ngoài xinh đẹp và trẻ trung, trông tươi tắn ngọt ngào".
Tân Hoa Xã: "Trịnh Viên Nguyên trong phim "Vệ Tử Phu", vai Hoàng hậu Trần A Kiều, với khuôn mặt đẹp và trong sáng tự nhiên đã thu hút được số lượng lớn khán giả trung thành, khán giả đã sống với cảm xúc thật, các diễn viên diễn rất sống động, đó là thành công lớn của bộ phim".